# Louis Stedman-Bryce
Louis Stedman-Bryce (ur. 1974) – brytyjski przedsiębiorca i polityk, deputowany do Parlamentu Europejskiego IX kadencji.

## Życiorys
Z zawodu przedsiębiorca, działający w sektorze opieki zdrowotnej i społecznej. Współtworzył działające w Szkocji przedsiębiorstwa zajmujące się konsultingiem w tej branży. W 2019 zaangażował się w działalność polityczną w ramach Brexit Party. W wyborach w tym samym roku z listy tego ugrupowania uzyskał mandat eurodeputowanego IX kadencji. W listopadzie 2019 zrezygnował z członkostwa w Brexit Party.
Jest jawnym homoseksualistą.